# Rustem Abdullajewitsch Kasakow
Rustem Abdullajewitsch Kasakow (auch Rustam Kasakow; russisch Рустем oder Рустам Абдуллаевич Казаков, krimtatarisch Rustem Abdulla oğlu Kazakov/Рустем Абдулла огълу Казаков, usbekisch Rustam Qozoqov; * 2. Januar 1947 in Taschkent) ist ein ehemaliger sowjetischer Ringer. Er wurde Olympiasieger 1972 in München.

## Werdegang
Rustem Kasakow, ein Krimtatar, begann als Jugendlicher mit dem Ringen. Er entwickelte sich zu einem ausgezeichneten Ringer im griechisch-römischen Stil und wurde als Armeeangehöriger zum Sportklub der Armee Taschkent delegiert. 1967 belegte er beim großen internationalen „Iwan-Podubbny“-Turnier in Moskau im Bantamgewicht den 2. Platz und wurde daraufhin zur Europameisterschaft in Bukarest entsandt. Dort lieferte er zwar vier gute Kämpfe, unterlag aber dem routinierten Rumänen Ion Baciu und kam auf den für einen sowjetischen Ringer nicht ganz zufriedenstellenden 7. Platz. Aus diesem Grunde erfolgte sein nächster Einsatz erst bei der Weltmeisterschaft 1969 in Mar del Plata (Argentinien). Bei dieser Weltmeisterschaft entwickelte sich im Bantamgewicht ein harter Dreikampf um den Sieg zwischen Kasakow, David Hazewinkel aus den USA und Ion Baciu, den Kasakow für sich entschied und als Weltmeister in die Sowjetunion zurückkehrte.
Bei der Weltmeisterschaft 1970 in Edmonton schaffte es Kasakow nicht, seinen Titel zu verteidigen. Er blieb zwar mit vier Siegen und zwei unentschieden verlaufenen Kämpfen ungeschlagen, musste aber wegen des schlechteren Punkteverhältnisses als Ion Baciu und János Varga aus Ungarn mit der Bronzemedaille zufrieden sein.
1971 wurde Rustem Kasakow Sieger bei der in der Sowjetunion einen außerordentlich hohen Stellenwert besitzenden V. Völkerspartakiade der UdSSR vor Anatoli Ostschepkow und Juri Sokolow. Bei der Weltmeisterschaft des gleichen Jahres in Sofia gewann er dann seinen zweiten WM-Titel. Er unterlag dabei zwar gegen János Varga, konnte aber erstmals seinen Angstgegner Ion Baciu besiegen.
Den größten Erfolg seiner Laufbahn feierte Kasakow dann bei den Olympischen Spielen 1972 in München. In einem sehr schweren Turnier, in dem kein Ringer ohne Niederlage blieb, gelang ihm der Olympiasieg vor dem bundesdeutschen Meister Hans-Jürgen Veil. Vorher hatte er gegen Christo Traikow aus Bulgarien verloren, der aber vor dem Finale ausschied.
Bei der Weltmeisterschaft 1973 in Teheran startete Kasakow letztmals bei einer internationalen Meisterschaft und fand dabei seinen Meister in einem neuen Mann, Józef Lipień aus Polen, der ihn nach Punkten besiegte. Er wurde aber Vizeweltmeister.

## Internationale Erfolge
| Jahr | Platz | Wettbewerb                        | Gewichtsklasse | Ergebnisse |
| 1965 | 1.    | "Dan-Kolew"-Memorialin Chaskowo   | Bantam         | vor Rabaitsch, Bulgarien u. Jaroslaw, Tschechoslowakei |
| 1967 | 2.    | „Iwan-Podubbny“-Turnier in Moskau | Bantam         | hinter Andre Kimstach, UdSSR und vor Franz Tempes, Bundesrepublik Deutschland, Armais Sajadow und Sergei Rybalko, beide UdSSR                                                                                                   |
| 1967 | 7.    | EM in Bukarest                    | Bantam         | mit Siegen über Grzyb, Polen und Christo Traikow, Bulgarien, einem Unentschieden gegen János Varga, Ungarn und einer Niederlage gegen Ion Baciu, Rumänien                                                                       |
| 1969 | 1.    | WM in Mar del Plata (Argentinien) | Bantam         | mit Siegen über Mehdi Ahangaran, Iran, An Chun-Young, Korea, David Hazewinkel, USA und einem Unentschieden gegen Ion Baciu |
| 1970 | 3.    | WM in Edmonton                    | Bantam         | mit Siegen über Öivind Solksjaer, Norwegen, Jörn Krogsgaard, Dänemark, Mehdi Ahangaran und Risto Björlin, Finnland und Unentschieden gegen Ion Baciu und János Varga                                                            |
| 1971 | 1.    | WM in Sofia                       | Bantam         | mit Siegen über Eduardo Maggiolo, Argentinien, Jan Nečkar, Tschechoslowakei, Ferooz Arlouzadeh, Iran, Christo Traikow und trotz einer Niederlage gegen János Varga                                                              |
| 1972 | 1.    | „Iwan-Podubbny“-Turnier in Moskau | Bantam         | vor Andre Kimstach und Anatoli Ostschepkow, bde. UdSSR |
| 1972 | Gold  | OS in München                     | Bantam         | mit Siegen über Alam Mir, Afghanistan, Józef Lipień, Polen, Ikuzi Yamamoto, Japan, Othon Moschidis, Griechenland, János Varga und Hans-Jürgen Veil, Bundesrepublik Deutschland und trotz einer Niederlage gegen Christo Traikow |
| 1973 | 1.    | Intern. Turnier in Klippan        | Feder          | vor Ion Paun, Rumänien und Jozef Lipien, Polen |
| 1973 | 2.    | WM in Teheran                     | Bantam         | mit Siegen über K. Mustafa, Algerien, Anton Hack, Österreich, Risto Björlin, Mehmet Uysal, Türkei, Ivan Frgić, Jugoslawien und János Varga, einem Unentschieden gegen Christo Trajkow und einer Niederlage gegen Józef Lipień   |

## Sowjetische Meisterschaften
| Jahr | Platz | Gewichtsklasse | Ergebnisse                                        |
| 1967 | 2.    | Bantam         | hinter Amari Egadse, vor Axander Kimstach         |
| 1971 | 1.    | Bantam         | vor Nikolai Owtschenkow und Juri Sokolow (Ringer) |

Erläuterungen
- alle Wettkämpfe im griechisch-römischen Stil
- OS = Olympische Spiele, WM = Weltmeisterschaft, EM = Europameisterschaft
- Bantamgewicht, damals bis 57 kg, Federgewicht bis 62 kg Körpergewicht